# Бокс, Мюриэл
Ви́олетт Мю́риэл Бокс, баронесса Га́рдинер (англ. Violette Muriel Box, Baroness Gardiner; в девичестве — Бе́йкер (англ. Baker); 22 сентября 1905, Толуорт, Суррей, Англия, Великобритания — 18 мая 1991, Хендон, Лондон, Англия, Великобритания) — британская сценаристка, режиссёр, драматург, писательница и продюсер. Лауреат премии «Оскар» (1947) в номинации «Лучший оригинальный сценарий» за фильм «Седьмая вуаль» (1945).

## Жизнь и карьера
Виолетт Мюриэл Бокс, в девичестве Бейкер, родилась 22 сентября 1905 года в Толуорте (графство Суррей), в семье Чарльза Стивена Бейкера и Кэролайн Беатрис Бейкер. У неё была старшая сестра, Вира Констанс Бейкер, и брат — Вивьен Чарльз Бейкер. После того, как её попытки стать актрисой и танцовщицей провалились, она устроилась на работу в British International Pictures в качестве преемницы. В 1935 году она познакомилась с журналистом Сидни Боксом и 23 мая того же года вышла за него замуж; они сотрудничали почти в сорока пьесах, в основном с женскими ролями для любительских театральных коллективов. 5 ноября 1936 года родилась их единственная дочь Леонора. Их продюсерская компания, Verity Films, изначально выпускала короткометражные пропагандистские фильмы военного времени, в том числе «Английскую гостиницу» (1941), её режиссёрский дебют. Пара достигла своего наибольшего совместного успеха с выходом фильма «Седьмая вуаль» (1945), за который они получили премию «Оскар» за «Лучший оригинальный сценарий».
После войны, Rank Organisation наняла её мужа на пост главы Gainsborough Pictures, в которой она отвечала за отдел сценариев, написание сценариев для ряда лёгких комедий, в том числе двух фильмов с юной Петулой Кларк — «Лёгкие деньги» и «А вот и Хаггетты» (оба 1948 года). Она иногда помогала в качестве режиссёра или переснимала сцены во время пост-продакшна фильма. Её работа над «Потерянными людьми» (1949) принесла ей признание в качестве содиректора, став её первым полнометражным фильмом. В 1951 году её муж создал «Ассоциацию лондонских независимых продюсеров», что дало Бокс больше возможностей для режиссуры. Многие из её ранних фильмов были адаптациями пьес. Они были примечательны больше своими сильными актёрскими работами, чем отличительным режиссёрским стилем. Она предпочитала сценарии с актуальными и часто противоречивыми темами, включая ирландскую политику, подростковый секс, аборты, нелегитимность и сифилис; некоторые из её фильмов были запрещены местными властями.
Её любимая тема опыта женщин прослеживалась в ряде фильмов, в том числе в «Углу улицы» (1953) о женщинах-полицейских; в «Бродяге» (1954) Сомерсета Моэма с Дональдом Синденом и Глинис Джонс в качестве находчивого миссионера.

## Поздние годы
Мюриэл Бокс ушла из киноиндустрии, чтобы писать романы, и создала успешное издательство «Femina», которое оказалось полезным для её феминизма.

## Личная жизнь
Она развелась с Сидни Боксом в 1969 году. В 1970 году она вышла замуж за Джералда Гардинера (бывшего лорда-канцлера), который умер в 1990 году. Она умерла в Хендоне, Барнет, Лондон, в 1991 году в возрасте 85 лет.